# 拉瓦尔丹城堡

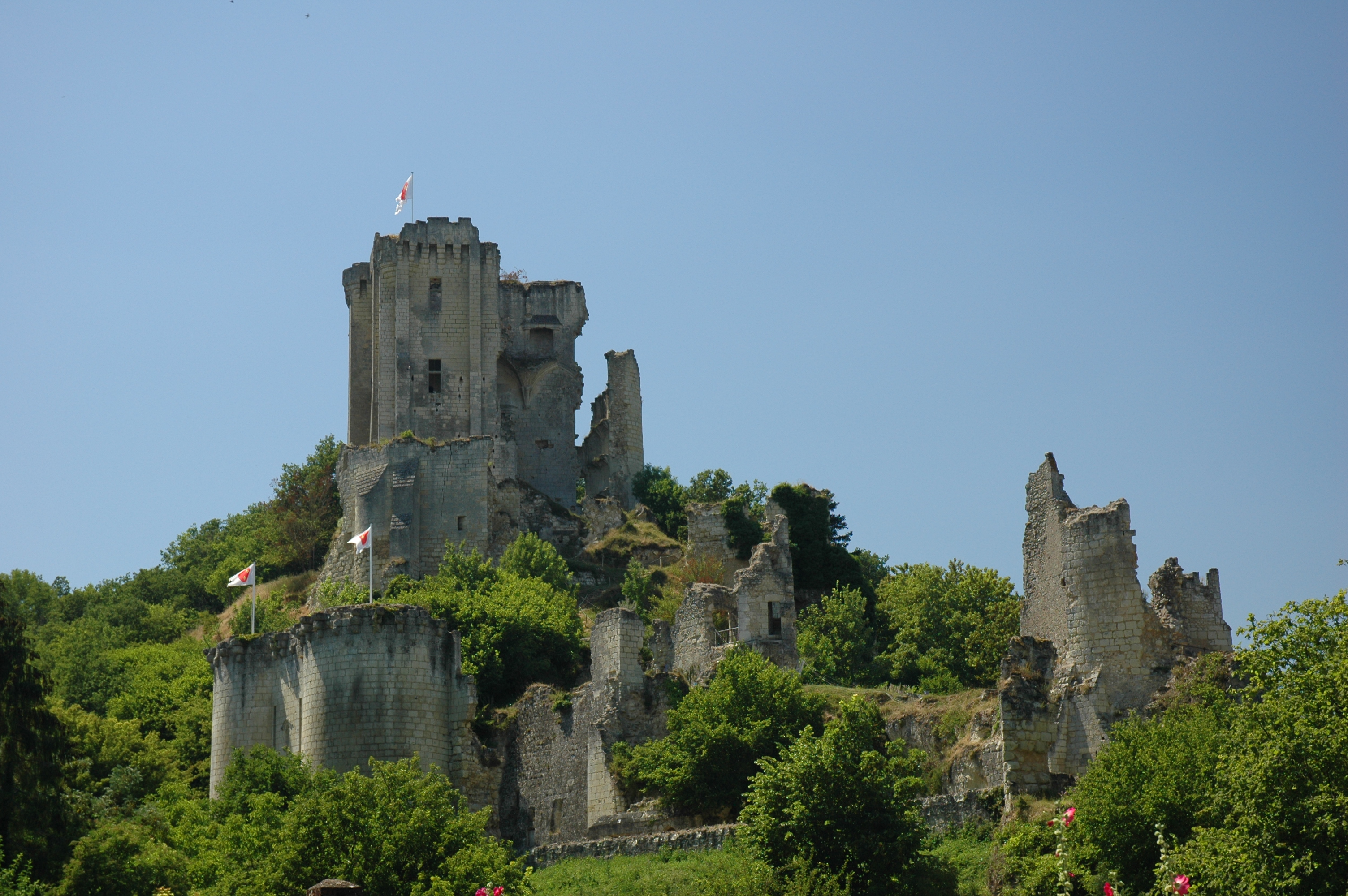
拉瓦尔丹城堡

拉瓦尔丹城堡（Château de Lavardin）是一座坍塌的城堡，位于法国中央-卢瓦尔河谷大区卢瓦-谢尔省旺多姆区的市镇拉瓦尔丹，村庄和卢瓦尔河上方的岩石岬角上。城堡主楼高26米。1945年由法国文化部列为法国历史遗迹。
这座城堡建于11世纪初，1130年左右卖给旺多姆伯爵，12世纪末成为他的主要堡垒。14世纪和15世纪彻底重建。1589年由天主教联盟接管，次年法王亨利四世下令拆除。